# Kristian Kostow
Kristian Konstantinow Kostow (bułg. i ros. Кристиан Константинов Костов; ur. 15 marca 2000 w Moskwie) – bułgarsko-rosyjski piosenkarz. Zdobywca drugiego miejsca dla Bułgarii w 62. Konkursie Piosenki Eurowizji (2017).

## Młodość
Jego ojciec, Konstantin, jest Bułgarem z okolic Jambołu, a matka, Zaura, pochodzi z Kazachstanu. Ma dwóch braci: starszego Daniela i młodszego Armana oraz młodszą siostrę Sofię.

## Kariera muzyczna
Muzyką zaczął się zajmować w wieku sześciu lat. W wieku 11 lat zdecydował się na karierę solową. W 2014 uczestniczył w programie Gołos. Dieti (ros. Голос. Дети), rosyjskiej wersji programu The Voice Kids. Jego trenerem był Dima Biłan. Dotarł do finału.

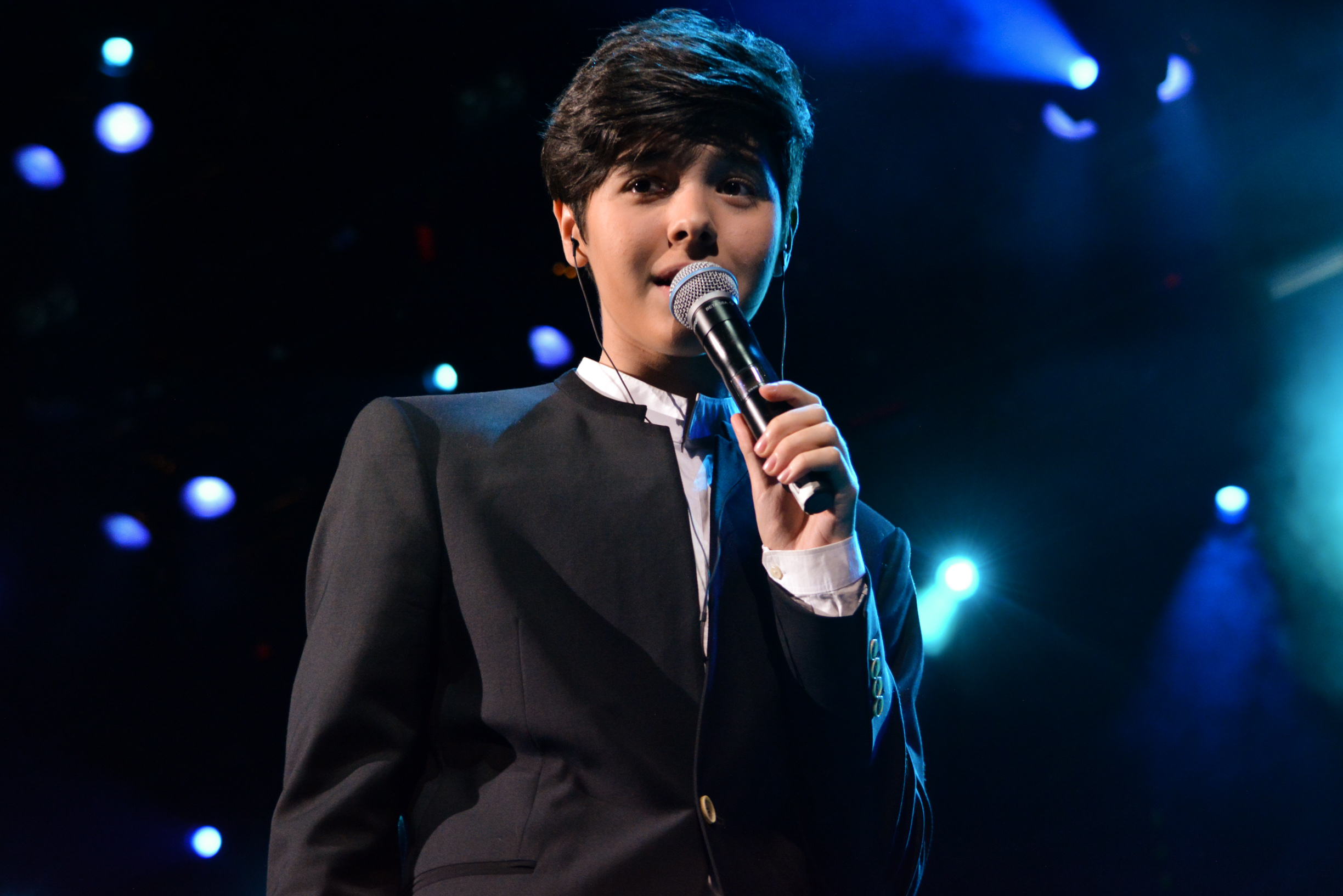
Kristian Kostow podczas koncertu Super Golos. Dieti w Moskwie, 11 kwietnia 2015

22 stycznia 2015 ukazał się singiel Maxigroove’a „Ready to Fly” z gościnnym udziałem Kostowa, wydany nakładem wytwórni Chemodanov Production. W 2015 wystąpił w czwartej bułgarskiej edycji X Factor. Jego trenerką była Sania Armutliewa. Dotarł do finału programu, w którym zajął drugie miejsce. 7 października 2016 nakładem wytwórni Virginia Records wydał swój debiutancki singiel, „Ne si za men”, który nagrał również w angielskiej („You Got Me Girl”) i rosyjskiej wersji językowej („Ty moj ogoń”). 24 listopada 2016 pojawił się gościnnie na singlu duetu Pavell & Venci Venc’ „Vdigam Level”.
13 marca 2017 został ogłoszony przez Bułgarską Telewizję Narodową reprezentantem Bułgarii z utworem „Beautiful Mess” w 62. Konkursie Piosenki Eurowizji w Kijowie. Przed konkursem wystąpił na koncertach promocyjnych w Londynie, Tel Awiwie, Amsterdamie i Madrycie. 11 maja wystąpił w drugim półfinale konkursu jako 15. w kolejności i z pierwszego miejsca (403 punkty) awansował do finału. Zaprezentował się w nim jako przedostatni, 25. w kolejności i zajął drugie miejsce z 615 punktami w tym 337 punktów od telewidzów (2. miejsce) i 278 pkt od jurorów (2. miejsce). Zajął tym samym najwyższą pozycję w historii startów Bułgarii w konkursie. 27 października wydał rosyjskojęzyczny singiel „Głubina”. W listopadzie został jednym ze zwycięzców European Border Breakers Award, a 17 stycznia 2018 został ogłoszony zdobywcą nagrody publiczności.
4 stycznia 2018 opublikował singiel „The One (I Need You)”. W marcu wydał piosenkę „Burning Bridges”, którą nagrał razem z JOWST-em, reprezentantem Norwegii w 62. Konkursie Piosenki Eurowizji. 10 sierpnia zaprezentował debiutancki minialbum pt. Shower Thoughts. W wywiadzie dla serwisu Eurowizja.org potwierdził, że pracuje nad kolejnymi utworami, które planuje wydać w 2019. W 2019 uczestniczył w programie muzycznym chińskiej telewizji Hunan Singer 2019, w którym zajął 11. miejsce.

## Dyskografia

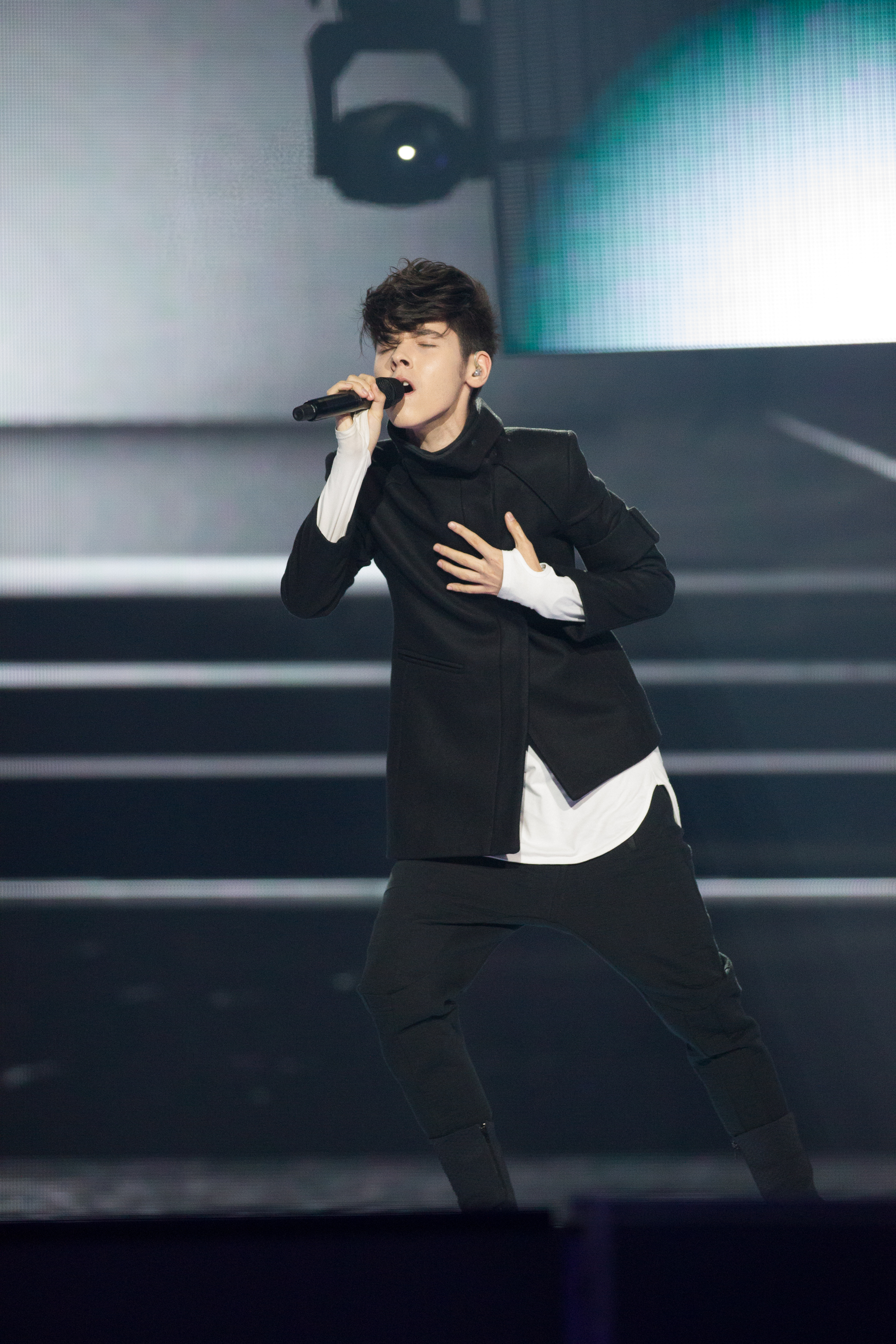
Kristian Kostow podczas prób do występu w 62. Konkursie Piosenki Eurowizji w Kijowie, maj 2017

### Minialbumy
| Rok  | Dane dot. albumu                                                                                          |
| ---- | --- |
| 2018 | Shower Thoughts - Wydany: 10 sierpnia 2018 - Wytwórnia: Symphonix - Format: digital download, streaming   |
| 2019 | Prologue - Wydany: 15 marca 2019 - Wytwórnia: Universal Music Group - Format: digital download, streaming |
| 2020 | Mood: - Wydany: 10 lipca 2020 - Wytwórnia: Polydor Records - Format: digital download, streaming          |

### Single

#### Jako główny artysta
| Rok                                                      | Tytuł                          | Najwyższe pozycje na listach | Najwyższe pozycje na listach | Najwyższe pozycje na listach | Najwyższe pozycje na listach | Najwyższe pozycje na listach | Najwyższe pozycje na listach | Najwyższe pozycje na listach | Najwyższe pozycje na listach | Najwyższe pozycje na listach | Najwyższe pozycje na listach | Najwyższe pozycje na listach | Album           |
| Rok                                                      | Tytuł                          | BUL                          | AUT                          | BEL                          | FRA                          | NLD                          | SWI                          | SWE                          | SCO                          | HUN                          | UK Down.                     | WNP                          | Album           |
| Rok                                                      | Tytuł                          | BUL                          | AUT                          | Flandria                     | FRA                          | NLD                          | SWI                          | SWE                          | SCO                          | HUN                          | UK Down.                     | Radio                        | Album           |
| -------------------------------------------------------- | ------------------------------ | ---------------------------- | ---------------------------- | ---------------------------- | ---------------------------- | ---------------------------- | ---------------------------- | ---------------------------- | ---------------------------- | ---------------------------- | ---------------------------- | ---------------------------- | --------------- |
| 2015                                                     | „Sluszaj dożd’”                | –                            | –                            | –                            | –                            | –                            | –                            | –                            | –                            | –                            | –                            | –                            | –               |
| 2016                                                     | „Ne si za men”                 | 13                           | –                            | –                            | –                            | –                            | –                            | –                            | –                            | –                            | –                            | –                            | –               |
| 2017                                                     | „Beautiful Mess”               | 2                            | 60                           | 32                           | 160                          | 91                           | 85                           | 51                           | 75                           | 19                           | 73                           | 480                          | –               |
| 2017                                                     | „Głubina”                      | –                            | –                            | –                            | –                            | –                            | –                            | –                            | –                            | –                            | –                            | –                            | –               |
| 2018                                                     | „The One (I Need You)”         | –                            | –                            | –                            | –                            | –                            | –                            | –                            | –                            | –                            | –                            | –                            | –               |
| 2018                                                     | „Burning Bridges” (oraz Jowst) | –                            | –                            | –                            | –                            | –                            | –                            | –                            | –                            | –                            | –                            | –                            | –               |
| 2018                                                     | „Get It”                       | –                            | –                            | –                            | –                            | –                            | –                            | –                            | –                            | –                            | –                            | –                            | Shower Thoughts |
| 2020                                                     | „Honest”                       | –                            | –                            | –                            | –                            | –                            | –                            | –                            | –                            | –                            | –                            | –                            | Mood:           |
| 2020                                                     | „Better”                       | –                            | –                            | –                            | –                            | –                            | –                            | –                            | –                            | –                            | –                            | –                            | Mood:           |
| 2020                                                     | „Things I Like”                | –                            | –                            | –                            | –                            | –                            | –                            | –                            | –                            | –                            | –                            | –                            | Mood:           |
| 2021                                                     | „Built Different”              | –                            | –                            | –                            | –                            | –                            | –                            | –                            | –                            | –                            | –                            | –                            | –               |
| „–” oznacza, że singel nie był notowany na danej liście. |                                |                              |                              |                              |                              |                              |                              |                              |                              |                              |                              |                              |                 |

#### Z gościnnym udziałem
| Rok                                                      | Tytuł                                                             | Najwyższa pozycja na liście | Album     |
| Rok                                                      | Tytuł                                                             | BUL                         | Album     |
| -------------------------------------------------------- | ----------------------------------------------------------------- | --------------------------- | --------- |
| 2015                                                     | „Ready to Fly” (MaxiGroove, gościnnie: Kristian Kostow)           | –                           | –         |
| 2016                                                     | „Vdigam Level” (Pavell & Venci Venc’, gościnnie: Kristian Kostow) | 13                          | SeTaaBrat |
| 2019                                                     | „Live It Up” (B-OK, gościnnie: Roxie i Kristian Kostow)           | –                           | –         |
| „–” oznacza, że singel nie był notowany na danej liście. |                                                                   |                             |           |

#### Inne
| Rok  | Tytuł                                                                                      | Najwyższa pozycja na liście | Album |
| Rok  | Tytuł                                                                                      | WNP                         | Album |
| Rok  | Tytuł                                                                                      | Radio                       | Album |
| ---- | ------------------------------------------------------------------------------------------ | --------------------------- | ----- |
| 2014 | „Mir biez wojny” (Dieti Ziemli, gościnnie: Open Kids, Respublika Kids, Sofija Tarasowa...) | 315                         | –     |